# Homeacre-Lyndora
Homeacre-Lyndora es un lugar designado por el censo ubicado en el condado de Butler en el estado estadounidense de Pensilvania. En el año 2000 tenía una población de 6,685 habitantes y una densidad poblacional de 385 personas por km².

## Geografía
Homeacre-Lyndora se encuentra ubicado en las coordenadas 40°52′10″N 79°55′14″O / 40.86944, -79.92056.

## Demografía
Según la Oficina del Censo en 2000 los ingresos medios por hogar en la localidad eran de $32,819 y los ingresos medios por familia eran $43,136. Los hombres tenían unos ingresos medios de $36,804 frente a los $23,537 para las mujeres. La renta per cápita para la localidad era de $20,705. Alrededor del 8.3% de la población estaba por debajo del umbral de pobreza.